# デア・カンプフ (ルクセンブルクの新聞)
『デア・カンプフ』（Der Kampf、「闘争」の意）は、1920年11月18日から1922年2月11日まで、ルクセンブルクで、ルクセンブルク共産党が発行していた週刊新聞。ルクセンブルク共産党が発行した最初の機関紙であった。
この新聞は、時期によって様々な副題を掲げており、創刊号に掲げられた「Wochenschrift der Kommunisten Luxemburgs（ルクセンブルクの共産主義者の週刊新聞）」に始まり、第8号では「Organ der Kommunistischen Partei Luxemburgs (Sektion der 3. Internationale)（ルクセンブルク共産党（第三インターナショナル）の組織）」と記された。
創刊号は1920年11月18日付で刊行された。1921年4月3日からは、付録として『Der kommunistische Gewerkschaftler（共産主義労働組合）』が発行された。
1922年には、共産党の財政事情が悪化し、この新聞は2月11日付で廃刊となった。